# Носковський Роман Володиславович
Роман Володиславович Носковський, іноді Роман Носківський (13 березня 1893, с. Сороки, нині Бучацький район — 2 квітня 1917, італійські Альпи) — український галицький спортовець, військовик. Один із засновників Спортового Товариства «Україна» у Львові.

## Життєпис
Народився 13 березня 1893 року в с. Сороках (Бучацького повіту, Королівство Галичини та Володимирії, Австро-Угорщина, нині Чортківського району Тернопільської області, Україна). Походив зі старовинного шляхетського, пізніше частково священичого роду Носковських гербу Лада (герб — з 1401 року).
Навчався у Бучацькій та одній з гімназій у Львові. У 1912—1914 роках — на медичному факультеті Львівського університету. Під час вакацій проводив січові руханкові вправи у рідному селі разом з братом Зеноном.
Правий півсередній форвард СК «Україна»; очевидно, найліпший західноукраїнський футболіст 1910-х років.
Отримав фах медика, закінчивши медичні студії у Віденському університеті. Працював лікарем у таборі військовополонених в м. Кніттільфельд (Австрія). Під час першої світової мобілізований до армії Австро-Угорщини. Був за рангом старши́ною (у збірнику «Бучач і Бучаччина» вказано хорунжий). Від 1916 року брав участь у бойових діях на італійському фронті. Загинув під час сходження лавини в Італійських Альпах 2 квітня 1917 року (за іншими даними у 1916 році).

### Родина

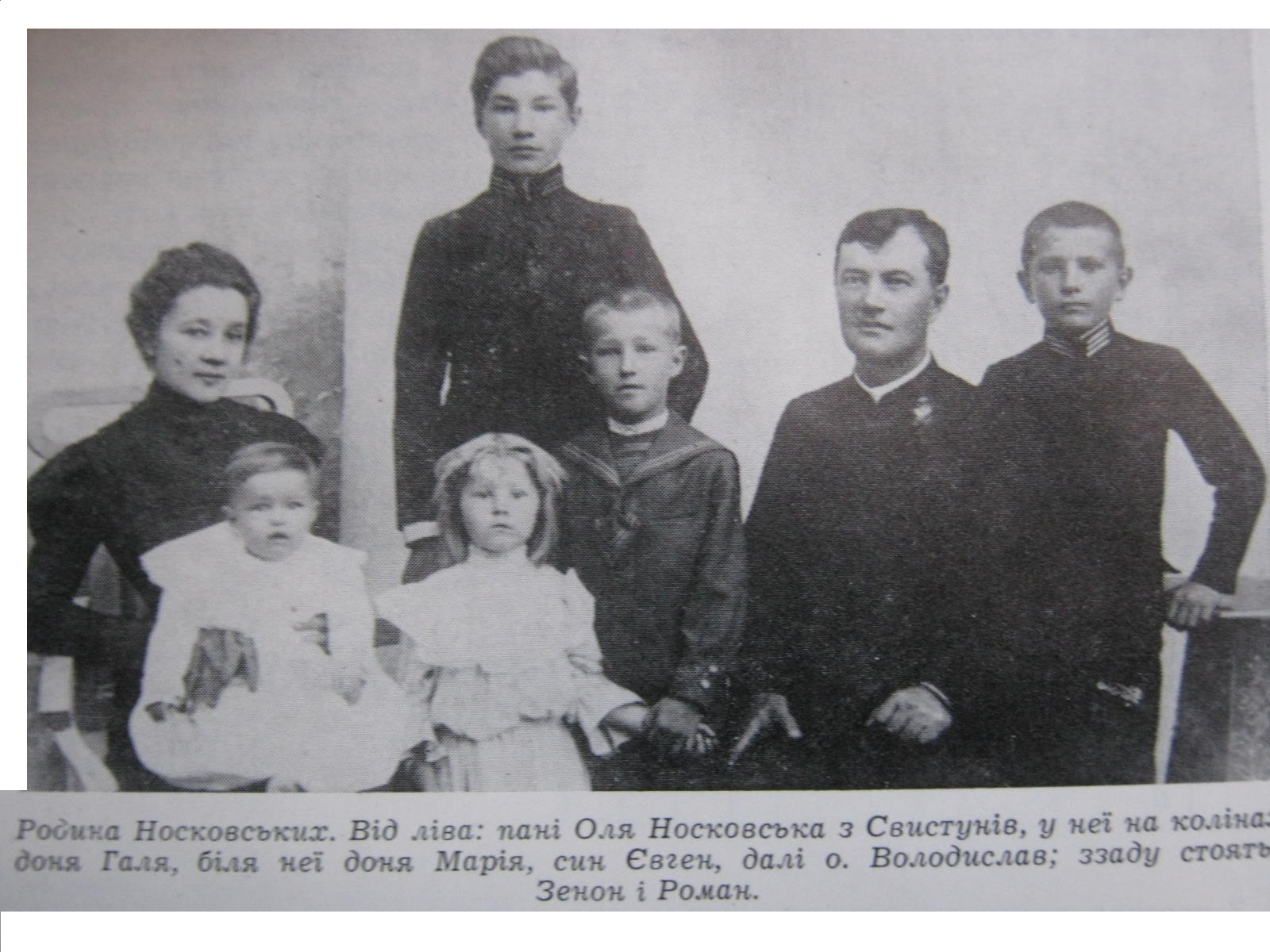
о. Володислав, дружина Ольга з дітьми, Роман — крайній справа

- Батько — о. Володислав, український релігійний та громадський діяч у Галичині, священик УГКЦ
- Мати — дружина батька Ольга Носковська, до шлюбу Свистун
- Брати:
  - Зенон — український військовик, громадський діяч, командант сотні Леґіону УСС та полку ЧУГА
  - Євген — хорунжий Леґіону УСС, начальник залізниць Бучацького повіту ЗУНР.